# На Волге (картина)
«На Во́лге» — пейзаж русского художника Николая Дубовско́го (1859—1918), оконченный в 1892 году. Принадлежит Государственной Третьяковской галерее (инв. 992). Размер — 141,5 × 190,5 см. На полотне изображена широкая полноводная река — Волга, поверхность которой простирается до самого горизонта и воспринимается как бескрайнее море. Картину «На Волге», так же как и более позднее полотно «Родина» (1905), относят к крупноформатным эпическим произведениям Николая Дубовского.
Полотно «На Волге» было представлено на 20-й выставке Товарищества передвижных художественных выставок («передвижников»), открывшейся в феврале 1892 года в Санкт-Петербурге, а в апреле того же года переехавшей в Москву. Произведение Дубовского было высоко оценено как зрителями, так и критиками. В частности, художник Илья Репин назвал его «удивительным по совершенству» и «лучшей вещью на выставке». В том же 1892 году картина была приобретена у автора Павлом Третьяковым.
Обсуждая картину «На Волге», художественный критик Владимир Сизов писал, что «величие и мощь реки прекрасно чувствуются в этой необозримой водной поверхности, тихой и зеркальной, но могучей». По мнению искусствоведа Фаины Мальцевой, «На Волге» является лучшим произведением Дубовского, а производимое этим полотном «впечатление огромного пространства» достигается в значительной мере «средствами колорита, тонким взаимодействием света и цвета». Искусствовед Виталий Манин отмечал изящность живописи Дубовского, создающей «впечатление простора и необычайного покоя, словно остановившегося времени».

## История
В 1877—1881 годах Николай Дубовской учился в Академии художеств в классе пейзажной живописи, где его наставником был Михаил Клодт. После того как ему не разрешили писать конкурсную картину на свободную тему, в 1881 году (по другим данным, в 1882 году) Дубовской оставил Академию, не закончив курса обучения. В 1880-х годах художник несколько раз ездил на Волгу — впечатления от этих поездок были впоследствии использованы в его картинах. Одно из волжских путешествий было совершено в 1882 году, после того, как Дубовской получил премию Общества поощрения художеств за пейзажи «Перед грозой в Малороссии» и «После дождя. Обоз на дороге».
Дебют Дубовского на выставках передвижников состоялся в 1884 году — на 12-й выставке Товарищества передвижных художественных выставок экспонировался его пейзаж «Зима». С тех пор в России картины Дубовского представлялись исключительно на передвижных выставках. В 1886 году он был принят в Товарищество, а впоследствии стал одним из его самых активных деятелей. Большую известность получило полотно Дубовского «Притихло», представленное на 18-й передвижной выставке, открывшейся в феврале 1890 года. Начиная с этого произведения, одним из важных направлений в пейзажном творчестве Дубовского стала тема широких водных просторов, к которой и относится датированное 1892 годом полотно «На Волге».
Картина «На Волге», в которой воплотились впечатления от волжской поездки 1882 года, была представлена на 20-й выставке Товарищества передвижных художественных выставок («передвижников»), открывшейся в феврале 1892 года в Санкт-Петербурге, а в апреле того же года переехавшей в Москву. Полотно «На Волге» было единственным произведением Дубовского, экспонировавшимся на выставке, и оно было высоко оценено как зрителями, так и критиками. В частности, очень хорошо отозвался о картине художественный критик Владимир Сизов, опубликовавший обзорную статью в газете «Русские ведомости». Через много лет, в 1918 году, профессор Владимир Вагнер вспоминал, что во время выставки у картины «На Волге» «постоянно толпилась публика и подолгу стояла, очевидно, не сразу отдавая себе отчёт в том, что привлекло её к этому полотну художника». По словам Вагнера, картину называли «симфонией в лиловом», поскольку она «поражала не техникой, хотя и безукоризненно хорошей, не мастерством, которое, однако, было налицо, а именно настроением художника, его душевной симфонией, переданной не звуками, а красками его палитры».
В письме к Павлу Третьякову, посланном из Петербурга и датированном 27 февраля 1892 года, художник Илья Репин писал: «Дубовского „На Волге“ — вещь, удивительная по совершенству. Как сработана вода, небо, сколько во всём поэзии — лучшая вещь на выставке!» В ответном письме, посланном из Москвы и датированном 5 марта 1892 года, Третьяков соглашался с оценкой Репина: «Буду на днях, ещё раз посмотрю всё. Дубовского, я так и говорил, и по-моему — это лучшая вещь на выставке». В том же году Третьяков приобрёл картину у автора для своей галереи.
По некоторым сведениям, в 1890-х годах полотно «На Волге» было вне конкурса представлено на одной из ежегодных художественных выставок в Мюнхене. В 1911 году картина экспонировалась на Всемирной художественной выставке в Риме, вместе с более поздними произведениями «Родина» (1905, ныне в Омском областном музее изобразительных искусств имени М. А. Врубеля) и «Альпы» (1895, ныне в Новочеркасском музее истории Донского казачества). Полотно «На Волге» также экспонировалось на выставке произведений Дубовского, проходившей в 1938 году в Государственном Русском музее в Ленинграде и посвящённой 20-летию со дня смерти художника.
В Третьяковской галерее также хранится одноимённый этюд Николая Дубовского для картины «На Волге» (холст, масло, 24 × 32 см, инв. 11067), который был приобретён у автора художником и коллекционером Ильёй Остроуховым. Этюд поступил в Третьяковскую галерею в 1929 году из Музея Остроухова.

## Описание
На полотне изображена широкая полноводная река — Волга. Её поверхность простирается до самого горизонта и воспринимается как бескрайнее море. Большую часть полотна занимают небо и вода, причём небо присутствует не только само по себе, но и как отражённое в воде. Впечатление безбрежности создаётся за счёт очень низко расположенной и едва заметной линии горизонта, у которой вода сливается с небом. Частично покрытое лёгкими облаками небо является «важным компонентом в решении пространственных задач, в выявлении действенности дальних планов».
В отличие от «грозной напряжённости колорита», свойственной картине «Притихло», в полотне «На Волге» художник использует «тонко нюансированную гамму лиловых тонов». Цветовая гамма пейзажа строится на плавных переходах: в затенённой части воды на первом плане используются синевато-коричневые тона, ближе к горизонту — сиреневато-опаловые оттенки, а при изображении неба — серебристо-голубоватые тона. По небу плывут облака, на которых видны мягкие отсветы солнца. На воде также видны отсветы солнца, исполненные в сиреневато-опаловых тонах.
Картину дополняют мелкие детали — фигурки рыбаков на узкой полоске отмели в правой части полотна, силуэты плоскодонок и рыбацких челнов, застывших на спокойной водной поверхости, а также чайки и утки. Тёмные очертания плоскодонок «тонко использованы художником для обозначения пространственных планов». Относительно малые размеры лодок и рыбаков не только подчёркивают огромность окружающего их пространства, но и показывают связь реки с жизнью людей, живущих и работающих на её берегах.

## Отзывы и критика
В обзорной статье о 20-й передвижной выставке, опубликованной в газете «Русские ведомости» (№ 115, 26 апреля 1892 года), художественный критик Владимир Сизов (подписывавший свои работы «В. Си-в») дал восторженный отзыв о картине «На Волге», в котором он отмечал талантливость Дубовского, изобразившего на большом полотне «широкий простор Волги с едва заметными по сторонам берегами». По словам Сизова, «величие и мощь реки прекрасно чувствуются в этой необозримой водной поверхности, тихой и зеркальной, но могучей».
Искусствовед Владислав Зименко называл полотно «На Волге» «прекрасным пейзажем» и писал, что в нём особенно проявилась повествовательная манера Дубовского. По словам Зименко, «природа здесь удивительно-ясная, покойно-величавая, живущая в мире с человеком». Искусствовед отмечал, что в этом пейзаже, «раскрывающем поэзию обычного в жизни человека и природы», вполне уместны даже такие не очень заметные на первый взгляд детали, как летящие над водой чайки и группа уток, изображённая у правого края полотна.
По словам искусствоведа Тамары Юровой, в пейзаже «На Волге» художнику удалось создать «величаво спокойный образ полноводной реки, разлившейся словно бескрайнее море до самого горизонта». Юрова отмечала стремление Дубовского к «предельному лаконизму пейзажа», а также отход от «подробно повествовательной манеры», присущей его более ранним картинам. При этом, по мнению искусствоведа, располагая пространство параллельно плоскости полотна, художник продолжает использовать старую академическую систему планов, так что в его произведении «покоряет скорее волжская ширь, чем глубинный разворот пространства».
Искусствовед Фаина Мальцева называла полотно «На Волге» лучшим произведением Дубовского и писала, что его появление на 20-й передвижной выставке принесло художнику заслуженный успех. По словам Мальцевой, производимое этим полотном «впечатление огромного пространства» достигается в значительной мере «средствами колорита, тонким взаимодействием света и цвета».
По мнению исследователя творчества Дубовского Александра Прохорова, полотно «На Волге» «ещё в большей степени, чем „Притихло“, совершенно по мастерству исполнения». Прохоров писал, что в этой работе мастерство художника позволило превратить «малопримечательный на первый взгляд мотив с громадной ширью вод, с рыбаками, чайками и утками» в «величественное, монументальное, неторопливо повествующее произведение».
Искусствовед Виталий Манин писал, что картина «На Волге» представляет собой «чистый пейзаж, с природой, показанной в прелести своих нежных красок, водных просторов, озарённых светом небесного пространства». По словам Манина, в этом произведении художник выбрал сюжет, акцентирующий внимание «на огромных светлых пространствах, где нет материальной тверди и где водные и небесные горизонты слиты в гармоничный „белый свет“». Манин отмечал изящность живописи Дубовского, создающей «впечатление простора и необычайного покоя, словно остановившегося времени».